# Budapesti SC
El Budapesti SC fue un equipo de fútbol de Hungría que alguna vez jugó en la NB1, la primera división de fútbol en el país.

## Historia
Fue fundado en el año 1901 en la capital Budapest como uno de los equipos fundadores de la NB1, y en la temporada inaugural terminaron en 5º lugar con solo una victoria en 8 partidos.
El club permaneció por una temporada más en la máxima categoría hasta que en 1903 forma parte de la NB2, donde termina en tercer lugar en su debut en la segunda división.
El club desaparece al finalizar la temporada de 1905 en séptimo lugar entre 9 equipos debido a los malos resultados obtenidos desde su fundación.

## Jugadores

### Jugadores destacados
- Viktor Balló-Fey
- Sándor Bienenstock
- József Koltai
- Károly Oláh